# Mario Aguerrondo
Oscar Mario Aguerrondo (1910 - 13 de septiembre de 1977) fue un militar uruguayo.

## Trayectoria
De extracción nacionalista y católica, tenía posturas anticomunistas. Se proclamaba herrerista. Fue Jefe de Policía de Montevideo entre 1959 y 1963 y obtuvo el grado de coronel. Ascendido a general en 1964, fundó la Logia de los Tenientes de Artigas. Siendo general, comandó la región militar número 1 entre 1966-1967. En esa época, había dos grandes corrientes ideológicas en las fuerzas armadas uruguayas, una de izquierda alineada con las fueras del MLN, y otra "ultranacionalista". Aguerrondo estaba claramente alineado con la última.
Militó políticamente en el Partido Nacional, en la corriente Herrerista. En las elecciones de 1971 se postuló a la Presidencia de la República por el Herrerismo, acompañado en la fórmula por Alberto Héber Usher. Presidió el Centro Militar en el período entre 1972 y 1977. También presidió la comisión que dirigió la construcción de la represa de Palmar.